# Jef Le Penven
Œuvres principales
Cantate du bout du monde
Jef Le Penven est un compositeur de musique français d'origine bretonne, né à Pontivy dans le Morbihan le 3 novembre 1919 et mort le 30 avril 1967 à Douarnenez dans le Finistère.
Il est surtout connu pour l'adaptation qu'il fait en 1941 du poème Me zo ganet e kreiz ar mor (« Je suis né au milieu de la mer ») de Yann-Bêr Kalloc'h. Il s'agit de l'un plus grands succès de la chanson bretonne contemporaine, désormais un classique. 
Chef d'orchestre renommé, son œuvre majeure en tant que compositeur est la Cantate du bout du monde (Kanadenn penn ar bed).

## Biographie
Formé au conservatoire de Paris en 1937, en 1940, il devient le chef d'orchestre de l'Orchestre de Bretagne à Rennes. Paul Le Flem le qualifie de grand compositeur, après avoir assisté à la création de la Symphonie Morbihan.
Passionné de la Bretagne et des pays celtes, il passe l'intégralité de sa vie à se consacrer aux activités culturelles et artistiques bretonnes : danse, chant choral, orgue, musique symphonique, musique traditionnelle. Il adapte le poème Me zo ganet e kreiz ar mor de Yann-Ber Kalloc'h en musique, chanson qui sera interprétée par de nombreux artistes bretons (Gilles Servat, Alan Stivell, Yann-Fañch Kemener...).
Il compose ses premières œuvres durant la Deuxième Guerre mondiale alors qu'il dirige l'orchestre de Rennes. À la même époque, il participe à la création de Bodadeg ar Sonerion, l'Assemblée des sonneurs, avec Polig Monjarret et Dorig Le Voyer. Son œuvre majeure, Kanadenn penn ar Bed - en français Cantate du bout du monde – est créée en 1957 aux fêtes de Cornouaille où elle fait événement sur un livret de Per-Jakez Helias.
Très lié aux compositeurs de son époque, il contribue à développer la notoriété du fonds traditionnel à travers ses compositions. Toujours à l'affût de nouvelles expériences musicales, il intègre dans ses œuvres, à l'image de Louis Vuillemin, des instruments traditionnels. Il meurt à Douarnenez en 1967.

## Compositions
musique sacrée
- Messe à Ste Anne (Le Grand Pardon de Sainte Anne d'Auray)
- Messe en l'honneur de St Ivy
- Messe de Noël (1960. Source : pochette du LP "Messe de Noël", édition Mouez Breiz no 3323)

musique symphonique
- Kanadenn Penn ar Bed (Cantate du Bout du Monde), 1954
- Tir Na Nog, La Marche des Bretons
- Les Celtes, symphonie pour ténor solo, chœur et orchestre
- Symphonie Mor bihan (du Morbihan)

musique de ballet
- Ballets bretons

musique de film
- Mister ar Folgoat (Le Mystère du Folgoët)

musique de chambre

## Hommages
- Alan Stivell, à travers sa Symphonie celtique : Tír na nÓg, qui dit s'être inspiré de la Kantadenn Pen ar Bed en l'entendant à l'âge de quinze ans chez Claudine Mazéas[2].
- Une chorale de Quimper, créée en 1976, s'appelle Groupe vocal Jef Le Penven.